# تابو تتو
تابو تتو (ژاپنی: タブー・タトゥー هپبورن: Taboo Tattoo) یک مجموعه سینن مانگای ژاپنی است که توسط شینجیرو نوشته و مصورسازی شده‌است. این سری توسط انتشارات مدیا فکتوری در ماهنامهٔ کامیک اِلایو از نوامبر ۲۰۰۹ تا ژوئن ۲۰۱۷ به چاپ می‌رسید. داستان مجموعه دربارهٔ پسری است که به سبب نجات پیر مردی بی‌خانمان از دست دو مجرم، به عنوان پاداش یک خالکوبی عجیب بر روی کف دستش داده می‌شود. یک مجموعه تلویزیونی انیمه ۱۲ قسمتی نیز توسط استودیوی جی.سی.استاف برگرفته از نسخه مانگا و به کارگردانی تاکاشی واتانابه دستمایه اقتباس قرار گرفت که از ۴ ژوئیه تا ۱۹ سپتامبر ۲۰۱۶ پخش شد.

## داستان
جاستیس آکاتسوکا (با نام خودمانی سِیگی) پسر جوانی است که در زمینهٔ هنرهای رزمی مهارت دارد و اغلب احساس می‌کند که باید از افراد ضعیف در اطرافش محافظت کند. در یکی از روزها او از پیر مردی بی‌خانمان علیه چندین مجرم دفاع می‌کند، و مرد در ازای آن یک جسم غیرعادی در کف دست او قرار می‌دهد که باعث ایجاد تتو می‌شود. با این حال این یک خالکوبی معمولی نبود بلکه سلاحی ویژه محسوب می‌شد که در مسابقه تسلیحاتی بین نیروی زمینی آمریکا و پادشاهی سرینیستان تولید شده بود و به سیگی توانایی‌های فراطبیعی همانند انحراف فضازمان می‌داد. سیگی سپس با یک مأمور زن قدرتمند آمریکایی به نام ایزی آشنا می‌شود که وظیفه بازیابی خالکوبی‌ها را عهده‌دار است. در ادامه سیگی تصمیم می‌گیرد به او کمک کند و درگیر یک توطئه متقابل ملی می‌شود.